# Ray Corley
Raymond Charles "Ray" Corley (nacido el 14 de enero de 1928 en Nueva York, Nueva York y fallecido el 5 de febrero de 2007 en Suffolk, Nueva York) fue un jugador de baloncesto estadounidense que disputó tres temporadas en la NBA, además de jugar también en la ABL. Con 1,83 metros de estatura, jugaba en la posición de base.Era hermano del también jugador profesional Ken Corley.

## Trayectoria deportiva

### Universidad
Jugó durante tres temporadas con los Hoyas de la Universidad de Georgetown, habiendo sido transferido desde la Universidad de Notre Dame. Fue el capitán de su equipo en la última temporada, promediando en total 9,6 puntos por partido.

### Profesional
Fue elegido en la trigésimo tercera posición del Draft de la BAA de 1949 por Providence Steamrollers, pero la franquicia quebró antes del inicio de la temporada, fichando entonces por los Syracuse Nationals. Allí jugó una temporada como suplente del jugador-entrenador Al Cervi, promediando 5,2 puntos y 1,8 asistencias y alcanzando las Finales, en las que cayeron ante Minneapolis Lakers por 4-2.
Tras ser despedido, fichó como agente libre por los Baltimore Bullets, quienes lo traspasaron mediada la temporada a los Tri-Cities Blackhawks, donde acabó la temporada promediando 4,1 puntos y 2,4 rebotes por partido.
Al año siguiente jugó en tres equipos diferentes de la ABL, regresando a la NBA en la temporada 1952-53, fichando con los Fort Wayne Pistons, con los que jugaría 8 partidos antes de retirarse definitivamente.

## Estadísticas de su carrera en la NBA

### Temporada regular
| Temporada | Edad | Equipo                | Liga | P   | TIT | MIN | TC  | TCA | %TC  | 3P | 3PA | %3P | TL  | TLA | %TL  | R.OF. | R.DEF. | REB | ASIS | ROB | TAP | PER | FP  | PTS |
| 1949-50   | 22   | Syracuse Nationals    | NBA  | 60  |     |     | 2.0 | 6.2 | .316 |    |     |     | 1.3 | 2.0 | .615 |       |        |     | 1.8  |     |     |     | 1.4 | 5.2 |
| 1950-51   | 23   | TOTAL                 | NBA  | 34  |     |     | 1.4 | 4.5 | .303 |    |     |     | 0.9 | 1.6 | .545 |       |        | 2.3 | 1.8  |     |     |     | 1.5 | 3.6 |
| 1950-51   | 23   | Baltimore Bullets     | NBA  | 16  |     |     | 1.1 | 4.2 | .254 |    |     |     | 0.9 | 1.6 | .538 |       |        | 2.1 | 1.4  |     |     |     | 1.6 | 3.0 |
| 1950-51   | 23   | Tri-Cities Blackhawks | NBA  | 18  |     |     | 1.6 | 4.7 | .341 |    |     |     | 0.9 | 1.6 | .552 |       |        | 2.4 | 2.1  |     |     |     | 1.4 | 4.1 |
| 1952-53   | 25   | Fort Wayne Pistons    | NBA  | 8   |     | 8.1 | 0.4 | 3.0 | .125 |    |     |     | 0.6 | 0.8 | .833 |       |        | 0.6 | 0.6  |     |     |     | 2.3 | 1.4 |
| Total     |      |                       | NBA  | 102 |     | 8.1 | 1.6 | 5.4 | .304 |    |     |     | 1.1 | 1.8 | .601 |       |        | 2.0 | 1.7  |     |     |     | 1.5 | 4.3 |

### Playoffs
| Temp.   | Edad | Equipo             | Liga | P | MIN | TCA | TC | 3PA | 3P | TLA | TL | R.OF. | REB | ASIS | ROB | TAP | PER | FP | PTS | %TC  | %3P | %FT  | MIN | PTS | REB | AST |
| 1949-50 | 22   | Syracuse Nationals | NBA  | 6 |     | 6   | 36 |     |    | 5   | 11 |       |     | 10   |     |     |     | 5  | 17  | .167 |     | .455 |     | 2.8 |     | 1.7 |
| Total   |      |                    | NBA  | 6 |     | 6   | 36 |     |    | 5   | 11 |       |     | 10   |     |     |     | 5  | 17  | .167 |     | .455 |     | 2.8 |     | 1.7 |